# The Sound of Your Heart
The Sound of Your Heart (Hangul: 마음의 소리 / RR : Maeumui Sori) ou Le Son de Ton Cœur (au Québec) est une sitcom sud-coréenne mettant en vedette Lee Kwang-Soo et Jung So-min.
Les dix premiers épisodes ont été diffusés comme une web-série le 7 novembre 2016 par Naver TV Cast les lundis à 6:00 (KST), et les dix autres épisodes ont été diffusés à partir de décembre 2016. La web-série atteint 100 millions de vues sur Sohu TV et est classée no 1 parmi les drames coréens sur le site. On Naver TV Cast, la série web a plus de 40 millions de vues en Corée du Sud en février 2017.

## Résumé
Il s'agit de l'histoire de Jo Seok (Lee Kwang-Soo) qui vit des aventures avec sa femme Aebong (Jung So-min) et sa famille.

## Casting

### Acteurs Principaux
- Lee Kwang-Soo dans le rôle de Jo Seok[2]
- Kim Dae-myung dans le rôle de Jo Jun, le frère aîné de Jo Seok
- Jung So-min dans le rôle de Choi Sang-bong / Aebong[3]
- Kim Byeong-ok dans le rôle de Jo Cheol Wang, le père de Jo Seok
- Kim Mi-kyung dans le rôle de Kwon Jeong Gwon, la mère de Jo Seok

### Acteurs Secondaires
- Choi Dae Seong dans le rôle du chauffeur de taxi
- Jang Hyo Jin dans le rôle du directeur
- Jung Ji Won dans le rôle de la nouvelle présentatrice
- Kim Hyeon Ah dans le rôle de la mère de l'enfant
- Kim Kang Hyun dans le rôle de l'éditeur de weebtoons

### Apparition spéciale
- Song Joong-ki dans le rôle d'un ami de Jo Seok[4]
- Gong Seung-yeon dans le rôle de Yerim
- Kim Jong Kook dans les rôles de Jo Jong Wuk  et Jo Jong Guk, les cousins jumeaux de Jo Seok[5].

## Production
La première lecture du scénario a eu lieu le 24 mars 2016 à l'Annexe de la Radiodiffusion KBS de la Station de Yeouido, en Corée du Sud. Le tournage a duré 52 jours, il a commencé en mars et s'est achevé en mai.

## Audiences
| Épisode # | Date de diffusion originale | Moyenne de part d'audience | Moyenne de part d'audience | Moyenne de part d'audience | Moyenne de part d'audience |
| Épisode # | Date de diffusion originale | TNmS Ratings               | TNmS Ratings               | AGB Nielsen Ratings        | AGB Nielsen Ratings        |
| Épisode # | Date de diffusion originale | À l'échelle nationale      | Séoul                      | À l'échelle nationale      | Séoul                      |
| --------- | --------------------------- | -------------------------- | -------------------------- | -------------------------- | -------------------------- |
| 1         | 9 décembre 2016             | 4.9%                       | 5.4%                       | 5.7%                       | 6.2%                       |
| 2         | 16 décembre 2016            | 3.9%                       | 4.7%                       | 3.4%                       | 4.2%                       |
| 3         | 23 décembre 2016            | 3.9%                       | 4.4%                       | 4.2%                       | 4.7%                       |
| 4         | 30 décembre 2016            | 4.4%                       | 5.0%                       | 4.3%                       | 4.9%                       |
| 5         | 1er janvier 2017            | 4.2%                       | 4.4%                       | 4.7%                       | 4.9%                       |
| Moyenne   | Moyenne                     | 4.3%                       | 4.8%                       | 4.5%                       | 5.0%                       |

## Prix et nominations
| Année | Prix                         | Catégorie           | Destinataire                 | Résultat |
| ----- | ---------------------------- | ------------------- | ---------------------------- | -------- |
| 2016  | 15e KBS Entertainment Awards | Hot issue Programme | The Sound of Your Heart      | Lauréat  |
| 2016  | 15e KBS Entertainment Awards | Best Couple         | Lee Kwang-soo et Jung So min | Lauréat  |